# بیل ماس
بیل ماس (انگلیسی: Bill Masse؛ زادهٔ ۶ ژوئیهٔ ۱۹۶۶) بازیکن بیسبال اهل ایالات متحده آمریکا بود.